# Leo Hans Mally
Leo Hans Mally (* 18. Juni 1901 in Hammern; † 16. Dezember 1987 in Deggendorf) war ein deutscher Schriftsteller.

## Leben und Werk
Der Sohn eines Försters besuchte die Gymnasien in Duppau bei Karlsbad und Pilsen im heutigen Tschechien. Er studierte Germanistik, Theaterwissenschaft und Volkskunde an der Deutsche Universität Prag und in München. Seine Dissertation schrieb er über den „Hexenglauben im Böhmerwald“. Ab 1930 war er Redakteur und Feuilletonist an der Münchner Zeitung, ab 1940 Lektor des Adam Kraft Verlages in Karlsbad. Nach dem Zweiten Weltkrieg arbeitete er als Redakteur in verschiedenen bayerischen Städten.
Mallys schriftstellerisches Schaffen galt zum einen seiner Heimat im Böhmerwald, zum anderen galt seine Liebe der Stadt seiner Studien, Prag.
Leo Hans Mally starb im Dezember 1987 im Alter von 86 Jahren in Deggendorf.

## Preise und Auszeichnungen
Mally erhielt 1924 und 1925 den Förderungspreis der Deutschen Gesellschaft für Wissenschaften und Künste in Prag, 1940 den Erzählerpreis und 1941 den Lyrikpreis des Adalbert-Stifter-Preises, 1966 den Kulturpreis der Stadt Passau und 1971 die Adalbert-Stifter-Medaille.

## Werke (Auswahl)
- 1939: Geschichten um ein Walddorf, Händle Verlag, Mühlacker.
- 1940: Der alte Böhmerwald – Von Sagen, Märchen und Schwänken, Adolf Luser Verlag, Wien und Leipzig; Neuauflage: Morsak, Grafenau 1960.
- 1941: Der Meister von Prag, Erzählung, Prag.
- 1942: Das Spatzenparadies, Prag.
- 1943: Die abendfarbene Schale, Novelle, Karlsbad.
- 1943: Die zwölf Nächte von Prag, Roman um Kepler, Adam Kraft Verlag, Karlsbad und Leipzig; Neuauflage: Frankfurt a. M. 1949.
- 1944: Eine Handvoll Lustiges, Erzählung, Karlsbad.
- 1944: Prag, Ein Gedichtbuch, Prag; Neuauflage unter dem Titel: Unter den Türmen von Prag, Robert Lerche Verlag, München 1960.
- 1976: Prag und Böhmerwald, Erzähltes – Gereimtes, Murnau-Stocket.
- 1981: Briefe aus Prag und dem Böhmerwald, Waldkirchen.

Erzählungen:
- Bergbauernweihnacht
- Eisenbrünnel und Glasstein

Der Autor lieferte Beiträge zu folgenden Ausgaben:
- 1942: Das Spatzenparadies, in: Deutsche Erzähler, Bd. 2, Verlag Volk und Reich, Prag.
- 1944: Das hölzerne Haus von Hans Watzlik / Die Meister von Prag von Leo Hans Mally, Verlag Volk und Reich, Prag.
- 1960: Oberammergau, mit Lotte Eckener / Leo Hans Mally, Verlag Simon und Koch, Konstanz.
- 1979: Wildwuchs. Anekdoten um Hans Watzlik, hrsg. von Leo Hans Mally und Sepp Skalitzky, Morsak-Verlag, Grafenau.